# Torneo de Zúrich 2003
El Swisscom Challenge 2003 fue un torneo de tenis femenino, disputado del 13 al 19 de octubre de 2003. Fue un evento de categoría Tier I que se jugó en canchas de cemento en pistas cubiertas como preparativo para el campeonato de fin de año de la WTA. Fue la 20.ª edición del torneo y tuvo lugar en el Schluefweg en la ciudad suiza de Zúrich.

## Campeonas

### Individual femenino
Justine Henin-Hardenne venció a  Jelena Dokić por 6–0, 6–4

### Dobles femenino
Kim Clijsters /  Ai Sugiyama vencieron a  Virginia Ruano Pascual /  Paola Suárez por 7–6(7–3), 6–2